# Lefranc Bourgeois
Lefranc Bourgeois är ett varumärke och företag inom Colart-koncernen, inriktat på konstnärsmaterial.
Bland Lefranc Bourgeois produkter finns konstnärsfärger, såsom oljefärg, akrylfärg, även vinylfärg, akvarell och gouache, samt penslar, målardukar, papper och diverse tillbehör. Under varumärket Charbonnel för man dessutom material kring bland annat koppartryck, litografi och förgyllning.

## Historia

### Lefranc et Cie
Den äldsta företagsdelen startade 1720 som en butik för pigment och kryddor i Paris. Den drevs vidare inom familjen Laclef, tills företaget 1821 gick ihop med Marolle och bildade Marolle-Laclef. Några år senare utvidgades verksamheten till färger och annat konstnärsmaterial. År 1853 ändrades namnet till Lefranc et Cie.

### Bourgeois Ainé
Företaget Bourgeois Ainé grundades 1867, även det i Paris. Likt Lefranc et Cie, förde man både färger och annat konstnärsmaterial.

### Lefranc Bourgeois
Lefranc et Cie och Bourgeois Ainé gick 1965 ihop till Lefranc Bourgeois.
År 1988 köpte man företaget Charbonnel, specialist på bland annat koppartryck, litografi och förgyllning, och har behållit det som varumärke i sitt sortiment.
År 1982 köptes Lefranc Bourgeois av AB Wilh. Becker och det ingår sedan 1992 i Colart-koncernen.
Produkterna tillverkas av Colart, som samlat sina produktionsanläggningar i England, Frankrike och Kina.